# Ines Geissler
Ines Geissler (República Democrática Alemana, 16 de febrero de 1963) es una nadadora alemana retirada especializada en pruebas de estilo mariposa, donde consiguió ser campeona olímpica en 1980 en los 200 metros.

## Carrera deportiva
En los Juegos Olímpicos de Moscú 1980 ganó la medalla de oro en los 200 metros estilo mariposa, con un tiempo de 2:10.44 segundos que fue récord olímpico, por delante de su compatriota Sybille Schönrock  y la australiana Michelle Ford.
Y en el Campeonato Mundial de Natación de 1982 celebrado en Guayaquil, Ecuador, ganó tres medallas: oro en 200 metros mariposa y 4x100 metros estilos, y plata en 100 metros mariposa.